# Max Schieritz
Max Schieritz (* 30. Mai 1905 in Bant, Wilhelmshaven; † 27. Oktober 1996) war ein deutscher Politiker (SPD) und ehemaliger Abgeordneter des Niedersächsischen Landtages.

## Leben
Nach dem Ende der Volksschule absolvierte Max Schieritz eine handwerkliche Ausbildung als Maschinenschlosser. Er trat in die Sozialistische Arbeiter-Jugend ein und war Vorsitzender der Emdener Gruppe von 1925 bis zu deren Verbot. Er trat im Jahr 1922 in den Metallarbeiterverband ein und war dort bis 1933 im Vorstand aktiv, zudem unterstützte er die Gründung der Metallarbeiterjugend und des Jugendkartells und war deren Vorsitzender, bis auch diese nach der Machtergreifung der Nationalsozialisten im Jahr 1933 verboten wurden. 
Nach dem Ende der Zeit des Nationalsozialismus übernahm er im Jahr 1945 den Vorsitz der Emder SPD, er wurde Ratsmitglied, Bürgermeister und Senator in der Stadt Emden und wurde SPD-Fraktionsvorsitzender.
In der Zeit vom 20. April 1947 bis 30. April 1951 war er Mitglied des Niedersächsischen Landtages (1. Wahlperiode).